# Crown Worldwide Group
 (décembre 2016).

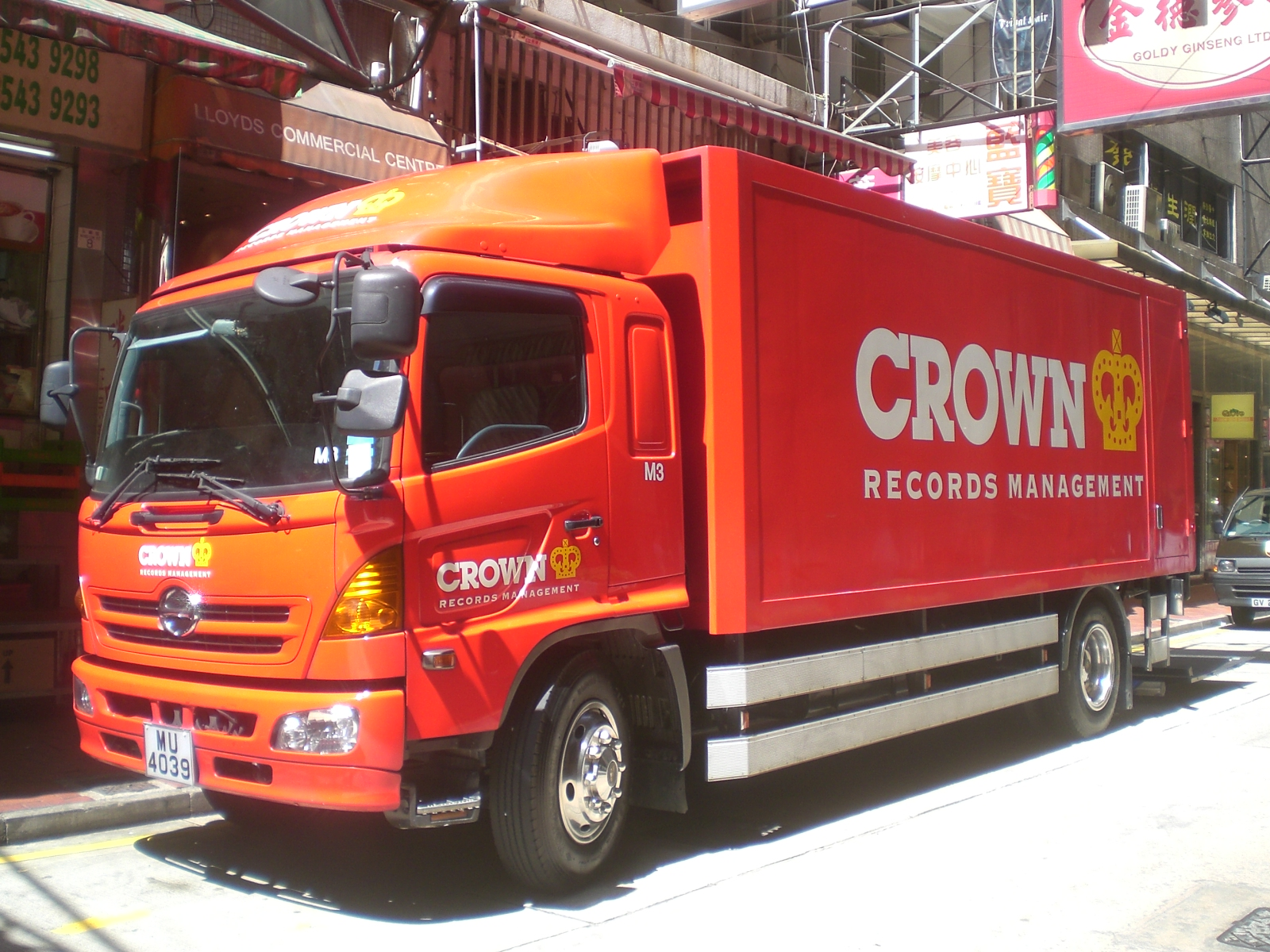
Camion Crown Records Management

Crown Worldwide Group est une société qui offre des services de transport, de mobilité et de déménagement, des services de logistique et des services de stockage d'archives. Cette société a son siège social à Hong Kong et opère sur 265 sites dans presque 60 pays.
La société est fondée en 1965 par Jim Thompson à Yokohama (Japon) et actuellement son chiffre d’affaires est de plus de 800 millions de dollars US. Jim Thompson est le président actuel du conseil d’administration de Crown Worldwide Group.
Les marques les plus connues du groupe sont Crown World Mobility, Crown Relocations, Crown Fine Art, Crown Records Management, Crown Logistics et Crown Wine Cellars.

## Responsabilité sociale des entreprises
Crown Worldwide Group participe annuellement dans plusieurs activités avec les communautés locales, grâce à la participation de ses employées en bénévolats, activités sportives et donations aux plus défavorisés.  De plus, depuis 2015, Crown Worldwide Group s’est engagé à travailler pour le UN Global Compact